# ソニック&ナックルズ
『ソニック&ナックルズ』 (SONIC & KNUCKLES) は、1994年10月18日に日本のセガ・エンタープライゼスから発売された横スクロールアクションゲーム。
同社の『ソニック・ザ・ヘッジホッグ3』（1994年）の後編にあたる作品。主人公のソニックおよびナックルズを操作し、浮遊島に墜落したエッグマンによって要塞「デスエッグ」が復活するのを阻止する事を目的としている。メガドライブ版は後述のロックオンシステムに対応するため、カートリッジ上面に接続端子を備えた特殊な形状をしている。
開発はソニックチームおよびセガテクニカルインスティチュートが行い、前作に引き続きプロデューサーおよびリード・プログラムは中裕司、ディレクターおよびリード・ゲーム・デザイナーは安原広和、キャラクター・デザインは湯田高志および横川聡が担当している。
2009年にXbox 360用ソフトとしてXbox Live Arcadeにて、Wii用ソフトとしてバーチャルコンソールにて配信された。また、Windows 95用ソフト『ソニック&ナックルズ コレクション』（1997年）やセガサターン用ソフト『ソニック ジャム』（1997年）、ゲームキューブ用ソフト『ソニック メガコレクション』（2002年）などのオムニバスソフトに収録された。
本作はゲーム誌『ファミコン通信』の「クロスレビュー」にてシルバー殿堂を獲得した。

## ゲーム内容

### システム
基本的なシステムは『ソニック・ザ・ヘッジホッグ3』と同様。
ゲーム開始前にソニックかナックルズを選択可能。テイルスはソニック編のエンディング以外登場しないため、ソニック&ナックルズ単体では操作することはできない。
ナックルズのみ可能なアクションは以下の通り。
滑空
ジャンプ中にもう一度ボタンを押すと、空を飛べる。ボタン押しっぱなしでハンググライダーのように滑空できる。
壁登り
滑空中に壁に当たると壁をよじ登れる。ジャンプすると壁から離れる。
なお、ナックルズでプレイするとステージの進行ルートが変化し、以上のアクションをうまく使いこなさければ突破できない場面も出現する。

### ロックオンシステム
本作では、カートリッジ上部の端子に他のソニックシリーズやメガドライブ用カートリッジを装着することで多彩なゲームを遊ぶことができる。カートリッジによって以下の効果が現れる。
ソニック・ザ・ヘッジホッグ、または、その他のメガドライブ用カートリッジ
ソニック3と本作におけるスペシャルステージ「ブルースフィア」が単独でプレイできる。差し込んだカートリッジによって、ステージは変化する。
通常、「ソニック2」「ソニック3」以外のカートリッジを挿して起動するとタイトル画面に「NO WAY!」という文字が表示される（「このカートリッジでは遊べない」の意味。説明書にも「故障の原因となるので差し込まないでください」と書いてある）が、ここでA・B・Cボタンを同時に押せばブルースフィアのゲームが遊べる（移植版ではボタン入力が異なる）。
また、ゲーム開始時にボタンを押すと色が変わることがあるが、これはキャラクターの選択である。青はソニックで赤はナックルズになっており、どちらも能力は同じである。
ソニック・ザ・ヘッジホッグの場合
ソニック・ザ・ヘッジホッグのカートリッジを差し込んだ場合のみ、収録されている2億6千通り以上全てのスペシャルステージを遊ぶことができる。普通にクリアした場合は次のステージへ1つ進むが、リングを全部取った状態でクリアするとステージを10個飛ばすことが可能である。クリア時に表示される12桁の数字のパスワードをメモをして、ゲーム開始時に前回クリアした時のパスワードを入力すれば続きから始めることができる。
その他のメガドライブ用カートリッジの場合
それ以外のカートリッジの場合はタイトル画面の色が異なっており、差し込んだカートリッジに応じたステージを1つだけ遊ぶことができる。パスワードの入力はできないが、クリア時にそのステージのパスワードが表示され、上述した「ソニック・ザ・ヘッジホッグ」のカートリッジを差し込んだ場合にこのパスワードを入力することで、同じステージがプレイ可能である。
ソニック・ザ・ヘッジホッグ2
ソニック2のコースを、同作に登場しないナックルズで走破する「ナックルズインソニック2」が遊べる。ただしソニック・ザ・ヘッジホッグ2にあったVSモードは遊べなくなり、完全な1人用ゲームになっている。
壁登りをする事でソニックやテイルスでさえも届かない場所に行ける他、チェックポイントを通過した時点で獲得していたリングの枚数が記録されており、ミスをしてチェックポイントに戻された時のリングは0にならなくなった。
スペシャルステージのクリア条件も簡単になっており、すぐにカオスエメラルドを7つとも集めたりする事ができる。ただしジャンプ力が低いために、各所のボス戦には多少苦戦することになる。
Wiiバーチャルコンソールでロックオンシステムを再現するために解析を行ったM2の代表取締役堀井直樹によると、ソニック&ナックルズのカセットにナックルズインソニック2のデータがすべて入っているという。
ソニック・ザ・ヘッジホッグ3
「ソニック3&ナックルズ」として、両作のステージを続けてプレイ可能になる真の本編ゲーム。
ソニック3では対戦モードしか使用できなかったナックルズが同作の本編ステージをプレイ可能になり、ソニック&ナックルズ単体ではソニック編EDのみに登場のテイルスもソニック&ナックルズのステージへ行くことができるようになる。
またソニック3のセーブ機能によりソニック&ナックルズのステージもセーブ可能になり、セーブデータは8つに増加される他、ソニック3での共通サウンドと音楽の一部がソニック&ナックルズのものに変更される。
『ソニック ジャム』『ソニックメガコレクション』やバーチャルコンソールでも同様の効果が行えるが、『メガコレクション』では隠しゲームとなっているため、出現条件を満たさないと遊べない。またバーチャルコンソールでは同じWiiショッピング上で、他のソニックシリーズを購入することでロックオン機能が動作するようになっている。なお、いずれの移植版においても、「ブルースフィア」における「ソニック1」以外のゲームを利用したロックオンは存在しない。

## 設定

### プロローグ
『ソニック3』にて、ソニックはドクター・エッグマンの大要塞「デスエッグ」を浮遊島の火山へと墜落させる。しかし、デスエッグは完全に破壊されておらず、ドクター・エッグマンの手によって復活するのは時間の問題だった。
浮遊島の奥深くにある、キノコが生い茂る森・マッシュルームヒルにたどり着いたソニックが再びデスエッグの復活を阻止すべく走り出そうとすると、ナックルが茂みに隠された扉から出ていくところを見かける。
ナックルが去った後、ソニックはその扉の中へ入り、光り輝くスペシャルリング「スーパーリング」を見つけ、好奇心に逆らいきれずスーパーリングに触れる。その瞬間、甲高い音とともに彼は見慣れない空間へと飛ばされる。
飛ばされた先にあった大広間には、厳粛な雰囲気の漂う祭壇が造られており、ソニックがその祭壇を見上げると、中央にはまさに「マスターエメラルド」ともいえる巨大なカオスエメラルドが祭られていた。

### ステージ構成
全6ゾーン、actはゾーン5を除いて2ずつ存在し、その全てがシームレスに移行していく。「ソニック3」とロックオンしている場合、MUSHROOM HILL ZONE以降はZONE7～とカウントされる。ナックルズでプレイする場合、アクトセレクト以外でDEATH EGG ZONEは登場しない。
ナックルズ編のストーリーはソニック編エンディング後の後日談的な扱いとなっており、エッグマンは登場せず、代わりにエッグロボが敵役となる。またソニック3にロックオンしてプレイする際も、ANGEL ISLAND ZONEの背景に海が見えなくなっていたり、LAUNCH BASE ZONEからデスエッグの姿が消えていたりと細かな変化も加えられる。
ZONE1  MUSHROOM HILL ZONE（マッシュルームヒルゾーン）
キノコが蔓延する丘陵地帯で、前作と同様の肩慣らしステージ。ただし、前作からの繋がりを意識しているため変則的なギミックが多めで、難易度は少し高い。
ACT1は緑が生い茂って夏のような雰囲気だが、ACT2ではエッグマンの装置により季節が進み、紅葉化した秋のような雰囲気になる。
ZONE2  FLYING BATTERY ZONE（フライングバッテリーゾーン）
飛来してきたエッグマンの空中要塞に侵入していく。
ACT1は直線、ループ、カタパルトなどスピードを出せる構造が多い。
ACT2はトラップの傾向が変化し、回転する螺旋スロープや網チューブ、一定時間で上昇・下降を繰り返す電磁鉄球や足場など、慎重な動きを強いるギミックが増加する。
ZONE3  SANDOPOLIS ZONE（サンドポリスゾーン）
ACT1は砂漠の都市に飛び込んでいく。比較的広大なエリアが多く、曲線的なスロープが多数存在する。
ACT2では照明が落ちるとヒュードロが襲来するピラミッドの内部に潜り込む。
一定時間の間だけ開く扉が存在するといったものも存在し、刻一刻と状況が不利になる中で、全体的に激しい敵の攻撃やトラップをくぐり抜けなければならない。
ZONE4  LAVA REEF ZONE（ラバーリーフゾーン）
溶岩が流れる鉱脈の中へと侵入していく。溶岩に触れるとダメージを受けるので慎重に進む必要があるが、フレイムバリアを持っていればこの溶岩のダメージを完全に無効化することができ、難易度を大幅に下げられる。
ACT1のボス突破後、溶岩が冷え固まることによりその様相を一変させ、ACT2では神秘的な雰囲気の漂う水晶洞窟に進入していく。
ソニック&テイルスとナックルズでゴール地点が異なり、ソニック&テイルスではACT2ボス突入前、ナックルズにより転落させられたところで、墜落したデスエッグの再発進に遭遇。
ZONE5  HIDDEN PALACE ZONE（ヒドゥンパレスゾーン）
前ゾーンの洞窟の最深部にあり、マスターエメラルドやスーパーエメラルドが安置されている神殿。非常に短く、敵もナックルズ以外には全く存在しないが、ストーリーの鍵を握る重要なゾーンとなっている。
ZONE6 SKY SANCTUARY ZONE（スカイサンクチュアリーゾーン）
エンジェルアイランドの上空に浮かぶ神殿。ソニックとテイルスはデスエッグを追いかけるため、この神殿の転送装置をたどっていくことになる。空中であるが、足場がなくても上昇気流がある場所が多く、転落の危険性は少なくなっている。道中で『ソニック1』、『ソニック2』のボスを模した中ボスが出現する。
ナックルズでプレイすると、浮遊するエンジェルアイランドを背景に、メカソニックとの最終決戦となる（ナックルズ編でのラスボス）。メカソニックに勝利するとエンディングになり、スーパーエメラルド（またはカオスエメラルド）を全て取得した状態だと真のエンディングを見ることができる。
ZONE7  DEATH EGG ZONE（デスエッグゾーン）
崩壊する空中神殿より、宇宙に飛び出したエッグマンの巨大要塞に突入する。フィールドは非常に広大で、電撃トラップが多く存在するためサンダーバリアがあれば有利に進める。
ACT1では右方向に重力がかかるエンジンらしき機構を突破する場所があり、ACT2でも重力反転トラップを利用して突破するシーンなど、技巧に満ちた物が多い。
ストーリー進行上、ナックルズではこのゾーンに進むことはできない。
ZONE8  THE DOOMS DAY ZONE（ザ・ドゥームズデイゾーン）
ソニックでスーパーエメラルド（またはカオスエメラルド）を全て取得してデスエッグゾーンをクリアすると突入する、隠されたボス戦のステージ。クリアすると、真のエンディングを見ることができる（スーパーエメラルド全て取得した状態では、さらなるエンディングを見ることができる）。

### スペシャルステージ
ソニック&ナックルズ単体の場合
前作と同様にスペシャルリングを取得するとスペシャルステージにワープする。内容と目的は前作と同じだが、ステージは全く違うもので、新しいボールにイエローボールが追加され、これに触れると大ジャンプする。すべてのボールをレッドボールにすると、カオスエメラルドが手に入る。これを7個全て獲得した状態でリングを50枚以上取り、ジャンプ中に再度ジャンプボタンを押すとスーパーソニックに変身できる。ナックルズもスーパーナックルズに変身可能。能力はどちらも前作と同じである。また、7個全て取得してクリアすると、真のエンディングが見られる。すでに、カオスエメラルドが7個ある場合は前作と同様、取得してもリングを50個獲得するだけになる。
ソニック3&ナックルズの場合
前半・ソニック3のステージにあるスペシャルリングに入った場合、ソニック3当時のスペシャルステージをプレイすることになるが、後半・ソニック&ナックルズのステージにあるスペシャルリングは、ソニック3のスペシャルステージのカオスエメラルドを全部集めた状態だと虹色に輝き、これに入ると「HIDDEN PALACE ZONE」のエメラルドの祭壇にワープする。
エメラルドを集めていない場合はソニック3のスペシャルステージに入るが、マッシュルームヒルゾーンの最初に挿入されるシーンのものは全て取っていなくても虹色になる。
エメラルドの祭壇では、台の上の7つのエメラルドのどれかに乗ることによって、それぞれのエメラルドに対応した『ソニック&ナックルズ』のスペシャルステージに入ることができ、これをクリアするとそのカオスエメラルドを「スーパーエメラルド」にすることができる。代わりに、カオスエメラルドが全てなくなることで、ソニックは「スーパーソニック」、ナックルズは「スーパーナックルズ」に変身することができなくなる。
7個のエメラルド全てを「スーパーエメラルド」にした状態で、リングを50枚以上取ってジャンプ中にボタンを押すと、ソニックは「ハイパーソニック」、テイルスは「スーパーテイルス」、ナックルズは「ハイパーナックルズ」にそれぞれ変身することができるようになる。
また、この14個のスペシャルステージ全てをクリアすると、隠されていたボスステージが出現しこれをクリアすることで真のエンディングを見ることができる（ソニック3のカオスエメラルド7個だけを集めた状態でゲームクリアした場合は、ソニック&ナックルズ単独での真のエンディングと同じ物が流れる）。

## 登場キャラクター

### 主要キャラクター
ソニック・ザ・ヘッジホッグ
世界最速のハリネズミ。前作『3』に引き続き、デスエッグの復活を阻止すべく冒険する。
ナックルズ・ザ・エキドゥナ
ソニックのライバルであるハリモグラ。本作では操作キャラクターとしても登場し、滑空や壁登りを使うことが出来る。
彼でなければ進むことの出来ないルートも存在する。
マイルス "テイルス" パウアー
ソニックの相棒で、2本の尻尾を持つキツネ。本作単体ではソニック編のエンディングにしか登場しないため、操作することはできない。

### 敵キャラクター
ドクター・エッグマン
世界征服を目論む悪の科学者。ソニック編では各ゾーン（ゾーン5・6を除く）の最後で、エッグモービルを操りボスとして登場する。
エッグモービル
ジェットモービル
ゾーン1のボス。トゲ罠で逃げながら攻撃してくる。立体的でトゲが見えづらくなっているので、よく見て避けないといけない。
エッグマンバリア(仮名)
ゾーン2の1体目のボス。ソニック2バリアエッグマンに似ているが、トゲ付きの足場がなく、攻撃手段はビームの放射のみ。攻撃のたびにバリアが迫ってきて、範囲が狭くなる。一定まで耐えれば自爆してクリア。
ハングモービル
ゾーン2の2体目のボスで、攻撃手段は上下に回りながらスイング攻撃と、上に炎を出す攻撃の2つで、後者はソニックがハングモービルの真上にいるときに使用してくる。スイング攻撃時のみダメージを与えられる。
エッグモービルの操縦者が原則エッグロボに差し替わるナックルズ編においても、何故かこのボスのみ操縦者がエッグマンのままとなっている（『ソニックオリジンズ』収録版では修正されている）。
エッグゴーレム
ゾーン3のボスで、岩の巨人のような姿をしている。攻撃手段はビームを放ちながら、こちらに迫ってくる。
一番左に追い詰められると即死になる。頭部を攻撃することで、中身のエッグモービルが露出するので、ここを攻撃する。
ホットモービル
ゾーン4のボス。ゾーン終点でナックルズに下へ落とされて以降はこれによる攻撃をしばらくかわし続けることになる。
最初はミサイルを6つ発射してくるのを、強制スクロールで避けさせられることになる。また、このときに落ちるとミスになってしまう。溶岩湖にたどり着くと、攻撃手段はトゲ鉄球になるが、溶岩の上を移動する小さな岩場を飛び移り、鉄球によって自滅するまで耐えなければならない。道中にあるフレイムバリアを取ると溶岩の上を歩けるようになるので簡単になる。
ナックルズ
ゾーン5のボス。ソニック&テイルス編のボスであり、物語に大きく関わってくる。滑空やスピンダッシュ、パンチで攻撃してくる。
ナックルズ編では同ゾーンにボスは存在しない。
メカソニック
ゾーン6のボス。ナックルズ編のラスボス。『ソニック2』に登場した同名の機体とは容姿が大きく異なる。
『ソニック2』の機体と似たパターンながらもフェイントを仕掛けるといった、他の動きと組み合わせた攻撃をしてくる。
ナックルズ編では第1形態こそソニック編と同様のパターンで攻撃してくるが、第2形態ではマスターエメラルドの力を吸収したことにより、「スーパーメカソニック」に変化。ジャンプ攻撃の届かない高度を高速で往復した後に突進や光弾の発射を行う、8方向にリング状の弾を発射するといった攻撃を行う。
巨大エッグマンロボ
ゾーン7の通常ラスボス。ソニック&テイルス編のボス。第1形態は、腕をヒートアームと同じように叩きつけながら攻撃してくるので、そこをタイミングよく攻撃して指を破壊する。
第2形態は、鼻から火を噴きながら攻撃するうえ、崩壊する足場から逃げつつ追ってくる本体を攻撃しなければならない。ダメージを与えるには鼻に攻撃にすることよって装甲を解除させて、マスターエメラルドのあるコアに攻撃する必要があるが、その状態では長い溜めの後に極太ビームを発射してくる。
ファイナルウェポン
カオスエメラルドまたはスーパーエメラルドを全て集めた状態でのみ挑戦できる「ザ・ドゥームズデイゾーン」に登場する真のラスボスである。
このときのソニックはダメージを受けるとリングを失わない代わりに後方にふっとばされる。隕石群をかいくぐりながら、時間で減り続けるリングが切れるまでにファイナルウェポンを撃墜しなければならない。ファイナルウェポン本体が追い詰められたときは砲台と追尾ミサイルで攻撃してくる。ダメージを与えるには発射されるミサイルを本体の顔部分に当てないといけない。
第2形態では『ソニック2』のデスエッグロボに酷似した姿となり、マスターエメラルドを抱えながら逃亡する。ミサイルを放ち攻撃してくるので、引き続き隕石とミサイルを避けながら本体に体当たりでダメージを与える必要がある。

## 移植版
| No. | タイトル                                       | 発売日                                     | 対応機種                                                                     | 開発元                      | 発売元         | メディア                        | 型式                                                                     | 備考                                                                       | Ref.  |
| --- | ---------------------------------------------- | ------------------------------------------ | ---------------------------------------------------------------------------- | --------------------------- | -------------- | ------------------------------- | ------------------------------------------------------------------------ | -------------------------------------------------------------------------- | ----- |
| 1   | ソニック&ナックルズ コレクション               | 1997年2月14日 1997年3月14日 1997年3月20日  | Windows 95                                                                   | エッチ・アイ・シー USP      | セガ           | CD-ROM                          | HCJ-0108 85037 MK-85037                                                  |                                                                            |       |
| 2   | ソニック ジャム                                | 1997年6月20日 1997年7月31日 1997年8月28日  | セガサターン                                                                 | ソニックチーム              | セガ           | CD-ROM                          | GS-9147 81079 MK81079-50                                                 |                                                                            |       |
| 3   | Ultra2000 ソニック & ナックルズ コレクション   | 1999年11月19日                             | Windows 95                                                                   | セガ                        | メディアカイト | CD-ROM                          | MKW-051                                                                  |                                                                            | [ 4 ] |
| 3   | ソニック メガコレクション                      | 2002年12月19日 2002年11月10日 2003年3月7日 | ゲームキューブ                                                               | ソニックチーム VR-1ジャパン | セガ           | 8センチ光ディスク               | DOL-GSOJ-JPN DOL-GSOE-USA DOL-GSOP-EUR                                   |                                                                            |       |
| 4   | 遊遊 ソニック&ナックルズ コレクション          | 2004年6月18日                              | Windows 95/98/Me                                                             | セガ                        | メディアカイト | CD-ROM                          | -                                                                        | 廉価版                                                                     |       |
| 5   | ソニック メガコレクション プラス               | 2004年11月2日 2004年12月9日 2005年2月4日   | PlayStation 2 Xbox                                                           | ソニックチーム              | セガ           | DVD-ROM                         | PS2: SLUS-20917 SLPM-65758 SLES-52998 XB: SKU-64057 ZD6-00003 INL-X06002 |                                                                            |       |
| 6   | ソニック アルティメット ジェネシスコレクション | 2009年2月10日 2009年2月20日                | PlayStation 3 Xbox 360                                                       | Backbone                    | セガ           | BD-ROM DVD-ROM                  | PS3: BLUS-30259 BLES-00475 X36: 68034 384-40210                          |                                                                            |       |
| 7   | ソニック&ナックルズ                            | INT 2009年9月9日                           | Xbox 360                                                                     | Backbone Emeryville         | セガ           | ダウンロード (Xbox Live Arcade) | AGB-P-A3PE AGB-P-A3PP                                                    | 2022年5月20日配信・購入終了                                                | [ 5 ] |
| 8   | ソニック&ナックルズ                            | 2009年10月27日 2010年2月12日 2010年2月15日 | Wii                                                                          | セガ                        | セガ           | ダウンロード                    | 320540355                                                                | 2019年1月31日のWiiショッピングチャンネルサービス終了をもって配信・購入終了 | [ 6 ] |
| 9   | ソニックオリジンズ                             | 2022年6月23日                              | Nintendo Switch PlayStation 4 PlayStation 5 Xbox One Xbox Series X/S Windows | Headcannon                  | セガ           | ダウンロード                    | -                                                                        | リマスター版 「ソニック3」と合わせた「ソニック3&ナックルズ」として収録     | [ 7 ] |

## スタッフ
- エグゼクティブ・プロデューサー：中山隼雄
- プロジェクト・マネージャー：鈴木尚、豊田忍、吉井正晴
- プロデューサー、リード・プログラマー：中裕司
- ディレクター、リード・ゲーム・デザイナー：安原広和
- シニア・ゲーム・デザイナー：よしだひさよし、飯塚隆
- シニア・プログラマー：浜野隆弘、山元雅信
- キャラクター・デザイナー、アニメーター：湯田高志
- CGアーティスト：あおきくにたけ
- エネミー・アーティスト：横川聡
- シーン・アーティスト：あおきくにたけ、吉田千恵、青木恒子、岡田茂、湯田高志、横川聡
- アート・アシスタント：大橋修
- 音楽：ブラッド・バクサー、ボビー・ブルックス、ダリル・ロス、ジェフ・グレース、ダグ・グリグスビー3世、シロッコ、ハワード・ドロッシン（英語版）
- セガ・サウンド・チーム：BO（上保徳彦）、小河幸男、MILPO（香嶋良昭）、瀬津丸勝、前田龍之、澤田朋伯、長尾優進、瀬上純
- サウンド・プロジェクト・コーディネーター：荷宮尚樹
- エグゼクティブ・マネージメント：入交昭一郎、トム・カリンスケ（英語版）、ポール・リウー
- プロダクト・マネージャー：パメラ・ケリー
- エグゼクティブ・コーディネーター：重田守、高見富夫、ダイアン・A・フォルナシェ、ロジャー・ヘクター、うつのみやたかはる
- サウンド・スペシャル・サンクス：坂崎ニーナ眞由美 (MRM)、キューブ、オーパス、なかやままさのり（スタジオフー）
- スペシャル・サンクス：石渡爾奈、かわむらえみ、デボラ・マクラケン、牧野卓

## 評価
ゲーム誌『ファミコン通信』の「クロスレビュー」では、8・8・8・6の合計30点（満40点）でシルバー殿堂を獲得、『メガドライブFAN』の読者投票による「ゲーム通信簿」での評価は以下の通りとなっており、24.5点（満30点）となっている。
| 項目 | キャラクタ | 音楽 | お買得度 | 操作性 | 熱中度 | オリジナリティ | 総合 |
| 得点 | 4.5        | 3.9  | 3.9      | 4.1    | 4.0    | 4.0            | 24.5 |